# Aleksandr Guerásimov

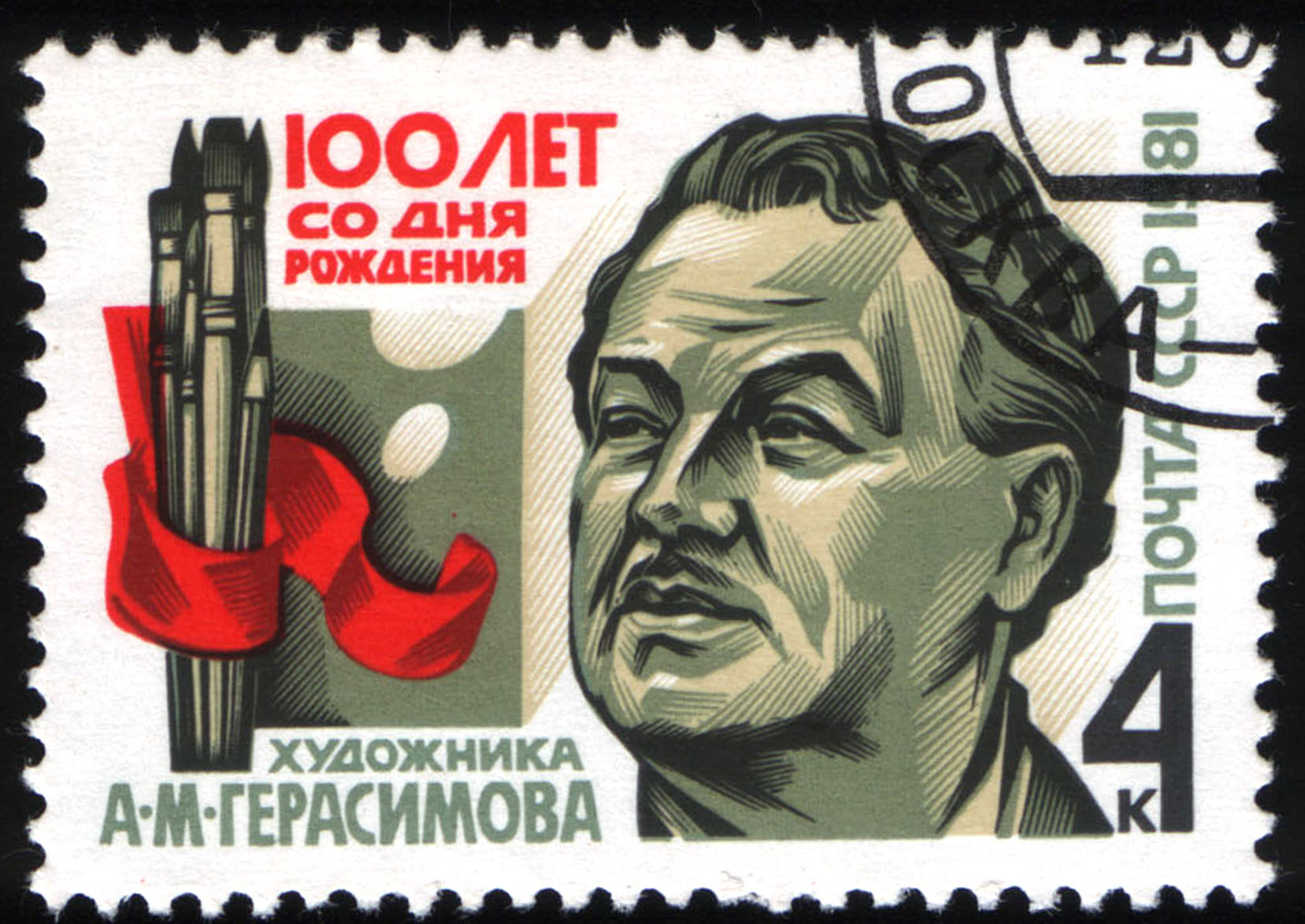
Sello soviético con su efigie, 1981

Aleksandr Mijáilovich Guerásimov (en cirílico ruso: Александр Михайлович Герасимов; Kozlov, 31 de julio jul./12 de agosto greg. de 1881-Moscú, 23 de julio de 1963) fue un pintor ruso.

## Biografía
Nació en una familia de comerciantes. Se formó en arte de 1903 a 1913 en el instituto de pintura, escultura y arquitectura de Moscú, donde tuvo como maestros a Korovin y Serov.
En contraste con la corriente vanguardista del momento, al principio de su carrera se alineó con la traducción rusa ottocentesca y pintaba paisajes y bodegones. 
Sirvió en un tren sanitario durante la Primera Guerra Mundial. De 1915 a 1918, realizó una serie de pintura en el ejército zarista. Y en 1925 se mudó a Moscú y entró en la Asociación de Artistas de la Rusia Revolucionaria. De esa época son sus famosos cuadros sobre la Revolución de Octubre.
De 1947 a 1957, presidió la Academia Imperial de las Artes, donde fue uno de los principales promotores del realismo socialista. De este tiempo datan sus retratos de personajes como Stalin.
Al morir Stalin, Nikita Jrushchov criticó fuertemente el culto a Stalin del que Guerásimov era representante, y el pintor cayó en la decadencia y el olvido. Está enterrado en el Cementerio Novodévichi.
Consiguió cuatro veces el Premio Stalin (1941, 1943, 1946, 1949), una Orden de Lenin y una Orden de la Bandera Roja del Trabajo.